# Rosta (Turijn)
Rosta is een gemeente in de Italiaanse provincie Turijn (regio Piëmont) en telt 3801 inwoners (31-12-2004). De oppervlakte bedraagt 9,0 km², de bevolkingsdichtheid is 422 inwoners per km².

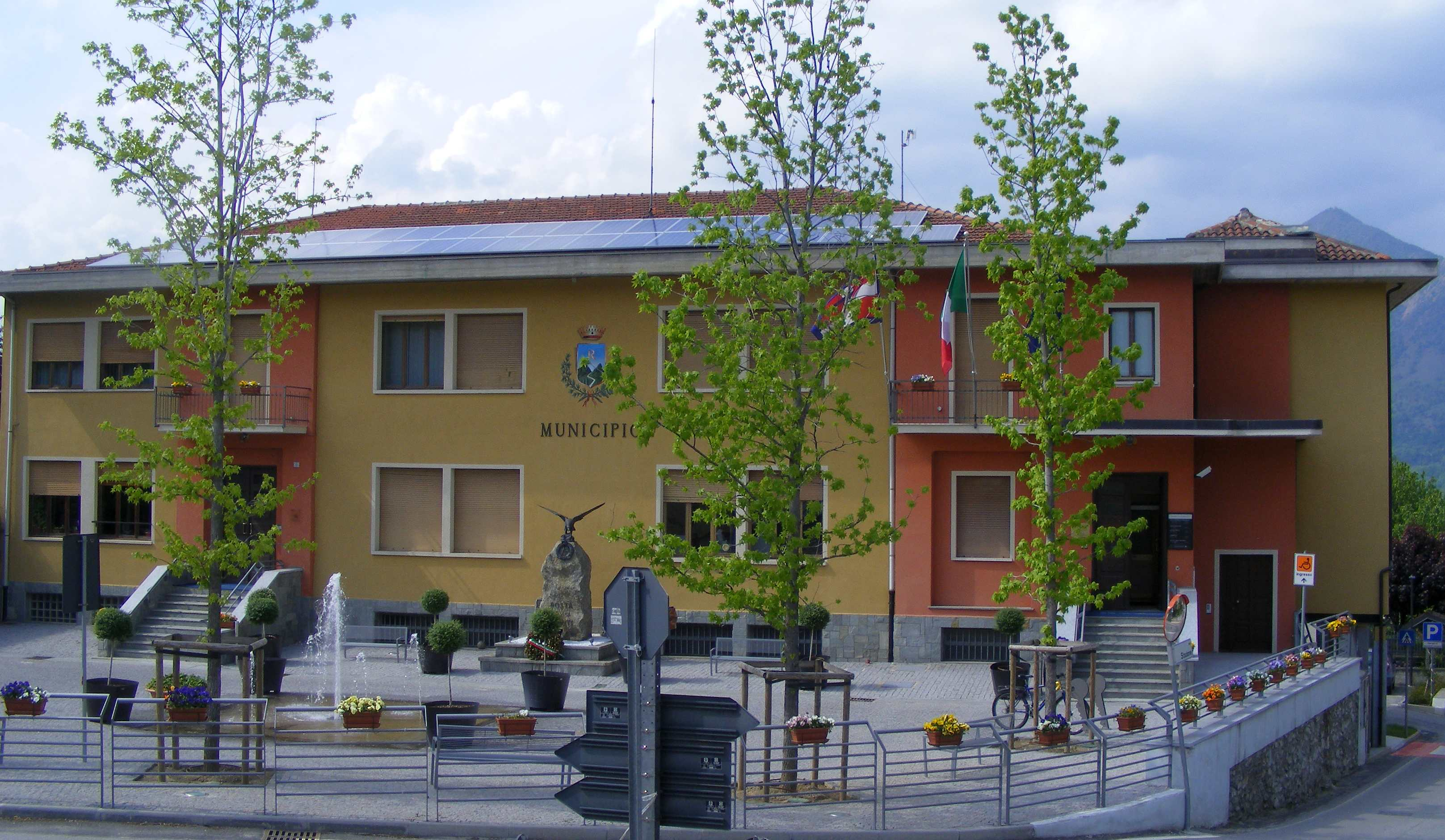
Gemeentehuis
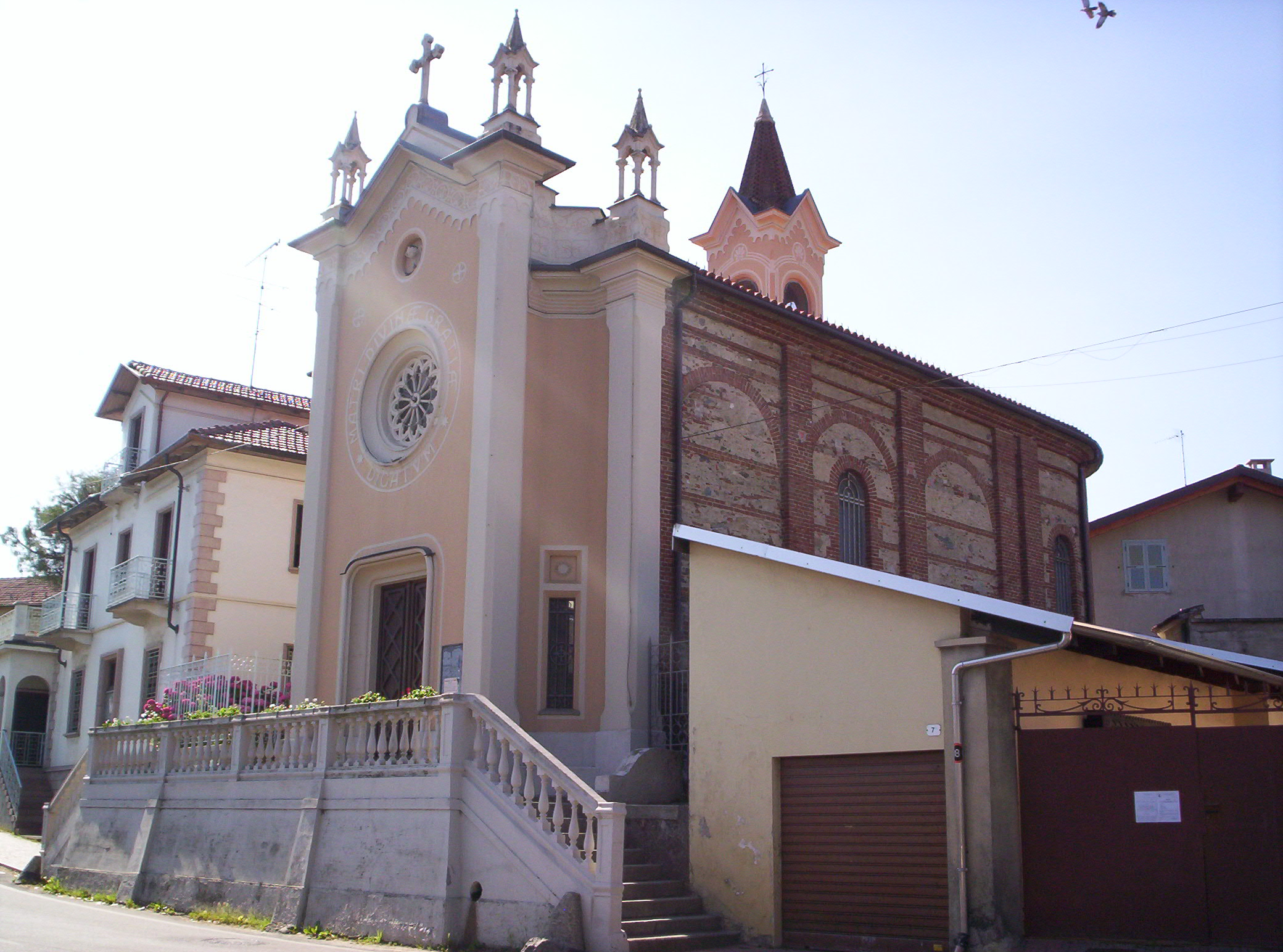
Kerk van Santa Maria delle grazie

## Demografie
Rosta telt ongeveer 1523 huishoudens. Het aantal inwoners daalde in de periode 1991-2001 met 0,1% volgens cijfers uit de tienjaarlijkse volkstellingen van ISTAT.
| Jaar | Inwoneraantal |
| ---- | ------------- |
| 1991 | 3630          |
| 2001 | 3626          |

## Geografie
Rosta grenst aan de volgende gemeenten: Caselette, Rivoli, Buttigliera Alta, Reano, Villarbasse.

## Partnersteden
- Bojnice (Slowakije)

1. ↑  https://demo.istat.it/?l=it.